# World Amateur Bodybuilding Championships (Frauen)
Die World Amateur Bodybuilding Championships der Frauen (offiziell: IFBB Women’s World Amateur  Bodybuilding, Fitness & Body Fitness Championships) sind die Amateur-Welttitelkämpfe im Bodybuilding und Fitness-Sport, die unter Aufsicht des weltgrößten Bodybuildingverbandes International Federation of Bodybuilding & Fitness durchgeführt werden.

## Disziplinen

### Bodybuilding
|      |                              | Gesamtsiegerin         | Mittelgewicht (über 52 kg) | Mittelgewicht (über 52 kg) | Mittelgewicht (über 52 kg) | Leichtgewicht (bis 52 kg) |
| 1983 | London (England)             |                        | Inger Zetterquist          | Inger Zetterquist          | Inger Zetterquist          | Erika Mes                 |
| 1984 | Brisbane (Australien)        |                        | Clare Furr                 | Clare Furr                 | Clare Furr                 | Ellen Van Maris           |
| 1985 | Brüssel (Belgien)            |                        | Dominique Darde            | Dominique Darde            | Dominique Darde            | Juliette Bergmann         |
|      |                              | Gesamtsiegerin         | Schwergewicht (über 57 kg) | Mittelgewicht (bis 57 kg)  | Mittelgewicht (bis 57 kg)  | Leichtgewicht (bis 52 kg) |
| 1986 | Madrid (Spanien)             |                        | Cathy Palyo                | Gundi Froder               | Gundi Froder               | Renate Holland            |
| 1987 | Reno (Vereinigte Staaten)    |                        | Janice Graser              | Renee Casella              | Renee Casella              | Charla Sedacca            |
| 1988 | San Juan (Puerto Rico)       |                        | Laura Creavalle            | Veronica Dahlin            | Veronica Dahlin            | Janet Tech                |
| 1989 | Taipeh (Taiwan)              |                        | Lenie Tops                 | Lynn Lemieux               | Lynn Lemieux               | Ina Lopulesa              |
| 1990 | Mexiko-Stadt (Mexiko)        |                        | Yvonne Rosell              | Jutta Tippelt              | Jutta Tippelt              | Zuzanna Korinkova         |
| 1991 | Sevilla (Spanien)            |                        | Gabriella Szikszay         | Diana Gimmler              | Diana Gimmler              | Sally Gomez               |
| 1992 | Rimini (Italien)             |                        | Yolanda Hughes             | Skye Ryland                | Skye Ryland                | Eva Sukupova              |
| 1993 | Warschau (Polen)             |                        | Sabine Froschauer          | Frederique Auchart         | Frederique Auchart         | Veronique Gady            |
| 1994 | Borlänge (Schweden)          |                        | Natalja Murnikoviene       | Karin Petz                 | Karin Petz                 | Christine Noel            |
| 1995 | Brügge (Belgien)             | Beatrix Gluck          | Marjo Krishi               | Beatrix Gluck              | Beatrix Gluck              | Jo Jo Sinclair            |
| 1996 | Rimini (Italien)             |                        | Zdenka Tvrda               | Inna Uit                   | Inna Uit                   | Iryna Petrenko            |
| 1997 | Bratislava (Slowakei)        | Valentina Chepiga      | Beate Drabing              | Valentina Chepiga          | Valentina Chepiga          | Peggy Schoolcraft         |
| 1998 | Alicante (Spanien)           | Tülay Caner-Ozbek      | Susana Alonso              | Tülay Caner-Ozbek          | Tülay Caner-Ozbek          | Irina Nicoleta Muntean1   |
| 1999 | Sydney (Australien)          | Ewa Krynska            | Ewa Krynska                | Susanne Niederhauser2      | Susanne Niederhauser2      | Brigitte Schori           |
| 2000 | Warschau (Polen)             | Cornelia Junker        | Cornelia Junker            | Jana Purdjakova            | Jana Purdjakova            | Natalia Proskouriakova    |
| 2001 | Rio de Janeiro (Brasilien)   | Barbora Mrazkova       | Olga Kolot                 | Barbora Mrazkova           | Barbora Mrazkova           | Olena Alloyarova          |
| 2002 | Brünn (Tschechien)           | Zdenka Razymova        | Zdenka Razymova            | Irina Nicoleta Muntean     | Irina Nicoleta Muntean     | Natalia Proskouriakova    |
| 2003 | Santa Susanna (Spanien)      | Monica Muresan         | Monica Muresan             | Jana Purdjakova            | Jana Purdjakova            | Lori Helene Hayden3       |
| 2004 | Santa Susanna (Spanien)      | Colette Nelson         | Colette Nelson             | Jana Purdjakova            | Jana Purdjakova            | Svetlana Lomachevskaya    |
| 2005 | Santa Susanna (Spanien)      | Svetlana Lomachevskaya | Agnieszka Ryk              | Jana Purdjakova            | Jana Purdjakova            | Svetlana Lomachevskaya    |
| 2006 | Santa Susanna (Spanien)      | Claudia Partenza       | Elena Shportun             | Alina Cepurniene           | Alina Cepurniene           | Claudia Partenza          |
|      |                              | Gesamtsiegerin         | über 55 kg                 | über 55 kg                 | bis 55 kg                  | bis 55 kg                 |
| 2007 | Santa Susanna (Spanien)      | Elena Shportun         | Elena Shportun             | Elena Shportun             | Jana Purdjakova            | Jana Purdjakova           |
| 2008 | Santa Susanna (Spanien)      | Alina Popa             | Alina Popa                 | Alina Popa                 | Jana Purdjakova            | Jana Purdjakova           |
| 2009 | Como (Italien)               | Simone Linay           | Simone Linay               | Simone Linay               | Irina Nicoleta Muntean     | Irina Nicoleta Muntean    |
| 2010 | Tlalnepantla de Baz (Mexiko) | Jana Purdjakova        | Jana Stockelova            | Jana Stockelova            | Jana Purdjakova            | Jana Purdjakova           |
| 2011 | Novi Sad (Serbien)           | Jana Purdjakova        | Nina Loebardt              | Nina Loebardt              | Jana Purdjakova            | Jana Purdjakova           |
| 2012 | Białystok (Polen)            | Rene Campbell          | Rene Campbell              | Rene Campbell              | Jana Purdjakova            | Jana Purdjakova           |
| 2013 | Kiew (Ukraine)               | Olga Beliakova         | Olga Beliakova             | Olga Beliakova             | Olga Beliakova             | Olga Beliakova            |

1Ursprünglich Zweite im Mittelgewicht hinter der später disqualifizierten Slowakin Jana Purdjakova.

2Ursprünglich Zweite im Mittelgewicht hinter der später disqualifizierten Russin Julia Stefanovitch.

3Ursprünglich Zweite im Leichtgewicht hinter der später disqualifizierten Russin Alevtina Goroshinskaya.

### Body Fitness
Das Body Fitness wurde am 27. Oktober 2002 im Rahmen des IFBB Executive Council und IFBB Kongresses in Kairo (Ägypten) als neue Disziplin anerkannt. Die IFBB versuchte damit einen Gegenpol zum herkömmlichen Bodybuilding zu schaffen, bei dem sich mit der Zeit die Muskelmasse zum entscheidenden Wertungskriterium herausgebildet hatte. Daher liegt beim Body Fitness das Hauptaugenmerk auf einen athletischen Körper der Teilnehmerinnen, der weder zu muskulös noch zu mager erscheinen soll. Zudem fließen im Gegensatz zum Bodybuilding auch das Gesicht, die Haare und das Make-up in die Bewertung mit ein.
|      |                              | Gesamtsiegerin     | über 1,64 m         | über 1,64 m            | bis 1,64 m               | bis 1,64 m               |
| 2002 | Brünn (Tschechien)           | Zdenka Razymova    | Veronika Gafova     | Veronika Gafova        | Natalia Lenartova        | Natalia Lenartova        |
| 2003 | Santa Susanna (Spanien)      |                    | Inga Neverauskaitz  | Inga Neverauskaitz     | Elżbieta Borecka Brzózka | Elżbieta Borecka Brzózka |
|      |                              | Gesamtsiegerin     | über 1,64 m         | über 1,64 m            | bis 1,64 m               | bis 1,58 m               |
| 2004 | Santa Susanna (Spanien)      | Irina Khorkova     | Lenka Chalupkova    | Lenka Chalupkova       | Katarina Verbovska       | Irina Khorkova           |
| 2005 | Santa Susanna (Spanien)      | Juliana Malacarne  | Lenka Chalupkova    | Lenka Chalupkova       | Katarina Verbovska       | Juliana Malacame         |
|      |                              | Gesamtsiegerin     | über 1,68 m         | bis 1,68 m             | bis 1,63 m               | bis 1,58 m               |
| 2006 | Santa Susanna (Spanien)      | Barbora Benesova   | Sonya Kopcokova     | Gabriela Kubesova      | Barbora Benesova         | Gloria Fontana           |
| 2007 | Santa Susanna (Spanien)      | Julia Zabelina     | Julia Zabelina      | Glauce Ferreira        | Katarina Verbovska       | Anna Rasputnyak          |
| 2008 | Santa Susanna (Spanien)      | Anna Rasputnyak    | Jevgenija Prutskova | Ingrida Blagusauskaite | Olga Muntian             | Anna Rasputnyak          |
| 2009 | Como (Italien)               | Zrinka Fišer       | Julia Zabelina      | Katarzyna Kozakiewicz  | Zrinka Fišer             | Natalia Revajova         |
| 2010 | Tlalnepantla de Baz (Mexiko) | Nina Furseth       | Nina Furseth        | Natalia Mikhaylova     | Anna Szczotka            | Nora Martinez            |
| 2011 | Novi Sad (Serbien)           | Elina Gook         | Julia Ushakova      | Ekaterina Gamagina     | Zrinka Fišer             | Elina Gook               |
| 2012 | Białystok (Polen)            | Ekaterina Gamagina | Anastasia Gurina    | Ekaterina Gamagina     | Zrinka Fišer             | Elina Gook               |
| 2013 | Kiew (Ukraine)               | Olga Karavayeva    | Olga Karavayeva     | Adela Ondrejovicova    | Gabriella Szabó          | Antonina Berebenia       |